# Aeroportul Minsk National
Aeroportul Minsk National (în belarusă Нацыянальны аэрапорт «Мінск») (IATA: MSQ, ICAO: UMMS) este un aeroport din Minsk, Belarus ce deservește zona Minsk. Aeroportul a fost tranzitat în 2023 de 2.497.631 de pasageri. A fost deschis în 1982 și numit după zona deservită.
Situat la o altitudine de 204 m, aeroportul dispune de 1 pistă.

## Infrastructură

### Piste
Aeroportul dispune de o singură pistă. Pista 13/31 are suprafața de beton și dimensiunile 3.641 m × 60 m. 